# Francesco Croce
Francesco Croce (Milano, 23 giugno 1696 – Milano, 1773) è stato un architetto barocco italiano.

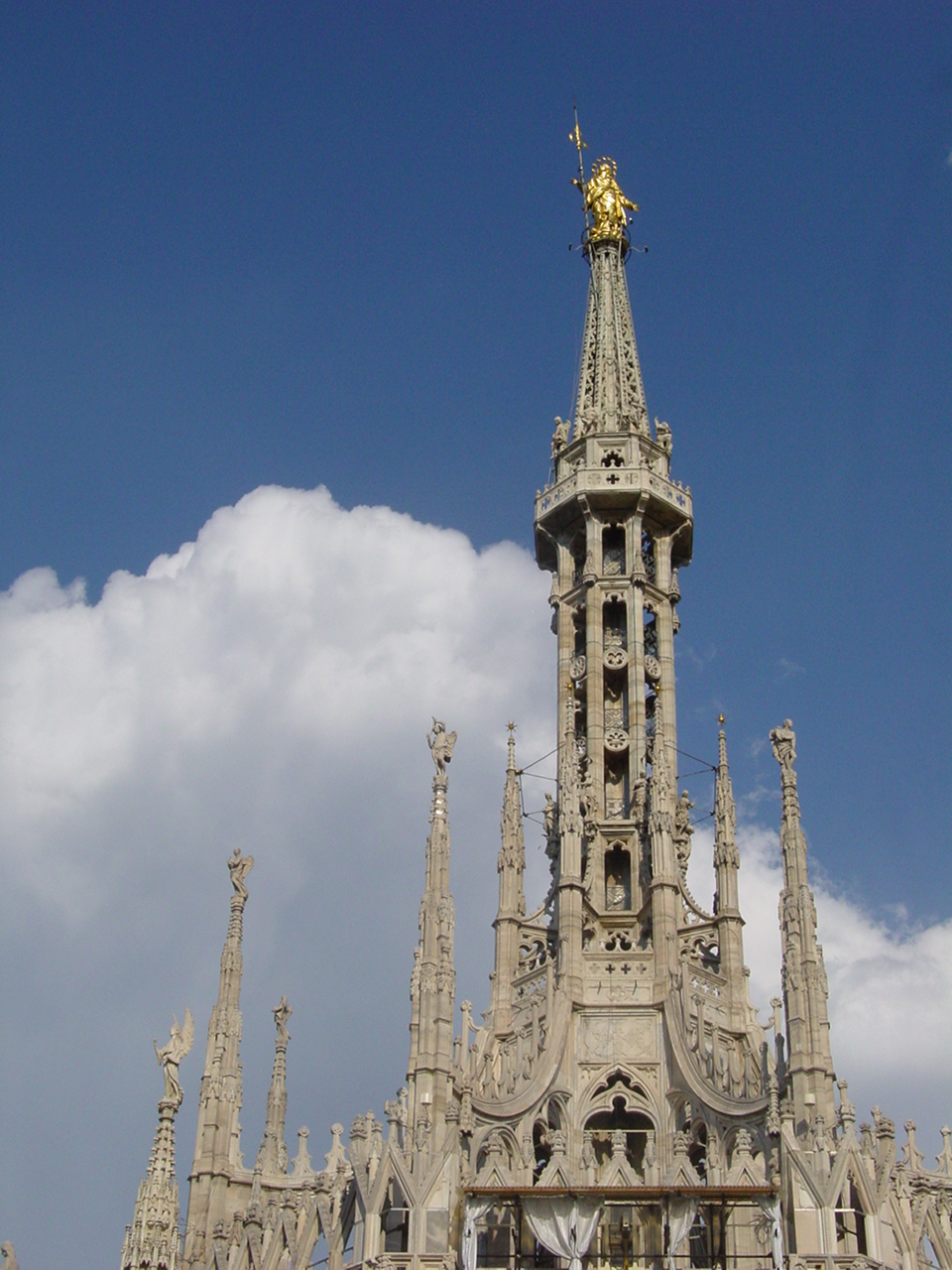
La guglia del tiburio del Duomo di Milano è tra le opere più famose di Francesco Croce.

Fu soprattutto attivo nella Veneranda Fabbrica del Duomo.

## Biografia
Figlio di Cristoforo, di professione idraulico, e di Caterina Arrigoni, Francesco Croce nacque a Milano, presso la parrocchia di Sant'Eufemia, il 23 giugno 1696.
Iniziò l'attività lavorativa probabilmente al fianco del padre, periodo di cui non rimangono tracce ad eccezione della sua predilezione per i giochi d'acqua nei giardini delle fastose ville che ideerà nel corso della sua carriera di architetto.
Il 25 febbraio 1715 lo si ritrova indicato come "agrimensore" presso Carlo Raffaello Raffagno, ingegnere collegiato.

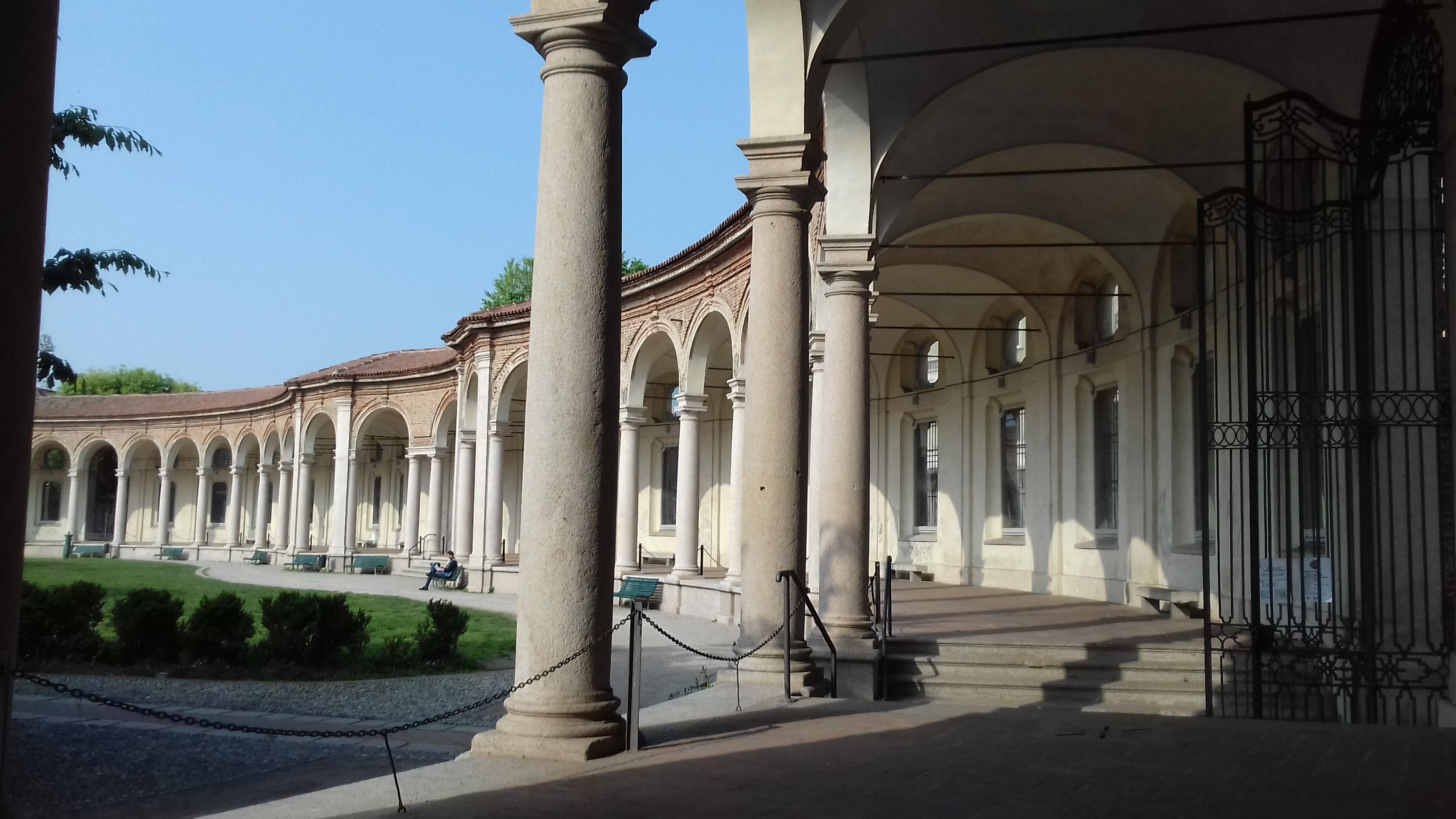
I portici della Rotonda della Besana.

Nel 1726 ottiene la carica di assistente alla Fabbrica di San Michele ai Nuovi Sepolcri, detta "Rotonda della Besana", alla quale è probabile si dedicasse già da tempo (la costruzione del portico durò dal 1719 al 1731), opera che lo qualificherà come architetto di rilievo.
Nel 1733 il Croce è ormai affermato e, al fianco di altri due professionisti quali Giovanni Battista Quadrio e Marco Bianchi, viene chiamato a dare un proprio parere sullo stile che dovrà assumere la facciata del duomo in costruzione.
Il Croce, opponendosi al progetto presentato dal Vanvitelli, preferì propendere per una facciata di stile gotico, ispirandosi alla struttura preesistente e ai canoni che avevano portato alla sua costruzione nel Trecento.
Nel 1760 venne nominato architetto capo della Fabbrica del duomo di Milano.
Testimonianze della sua attività rimangono a Milano, Pavia, Piacenza, Lodi, Belgioioso, Corbetta, Comazzo e Limbiate.
Il Croce si dedicò alla sua professione di architetto e ingegnere sino all'ultimo suo mese di vita, spirando a Milano il 26 ottobre 1773, mentre stava lavorando all'innalzamento del Palazzo della Ragione e ad un mese circa dal suo "pensionamento" dalla carica di architetto direttore della Fabbrica del Duomo.
Venne sepolto nella chiesa di Santa Maria Podone da cui successivamente la sua salma è stata traslata. Il suo nome è iscritto al Famedio, nel Cimitero Monumentale di Milano.

## Le opere e lo stile
Le opere di maggior rilievo progettate dal Croce possono essere distinte in un filone religioso relativo alle chiese e in quello civile con la progettazione di numerosi palazzi e ville per l'aristocrazia milanese.
L'opera principale del Croce a Milano fu la progettazione e la realizzazione della guglia principale del Duomo di Milano (su cui fu poi posta nel 1774 la “Madonnina” dorata, forgiata nel rame da Giuseppe Bini).
Tra le architetture religiose, oltre alla già menzionata Rotonda della Besana, al Croce sono dovute l'altare maggiore e parte della facciata di San Giorgio al Palazzo (1735 - 1740) a Milano, mentre a Lodi fu autore di un profondo restauro del Duomo e ad Abbiategrasso della chiesa di San Pietro (1742).
A Piacenza progettò la Chiesa di San Bartolomeo (1753 - 1763), documentata dai disegni del 1753 identificati in una raccolta privata.
Tale opera, per l'interessante soluzione scenografica dell'interno determinata dagli elementi di sostegno della cupola raggruppati a tre, rivela un artista aperto anche a influenze romane, ravvisabili nella depurazione della struttura architettonica dall'elemento decorativo.

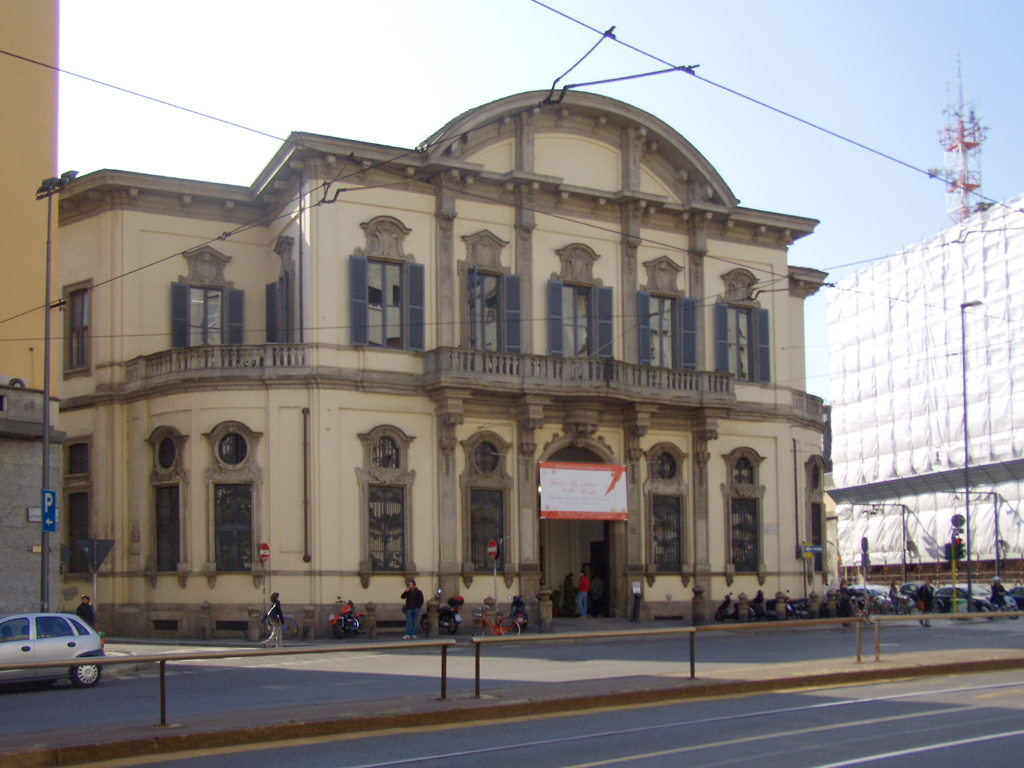
Palazzo Sormani, Milano

Come architetto civile, realizzò Palazzo Brentano a Corbetta (1732 - 1738), quindi la facciata su Largo Augusto di palazzo Sormani (1736) a Milano, il castello di Belgioioso (1737), dove progettò la facciata rivolta verso il giardino e, modificando precedenti progetti di Giovanni Ruggeri, la cancellata e la fontana di Nettuno e Teti (opera di Carlo Beretta) e Palazzo Bellisomi Vistarino a Pavia (1745 - 1753). 

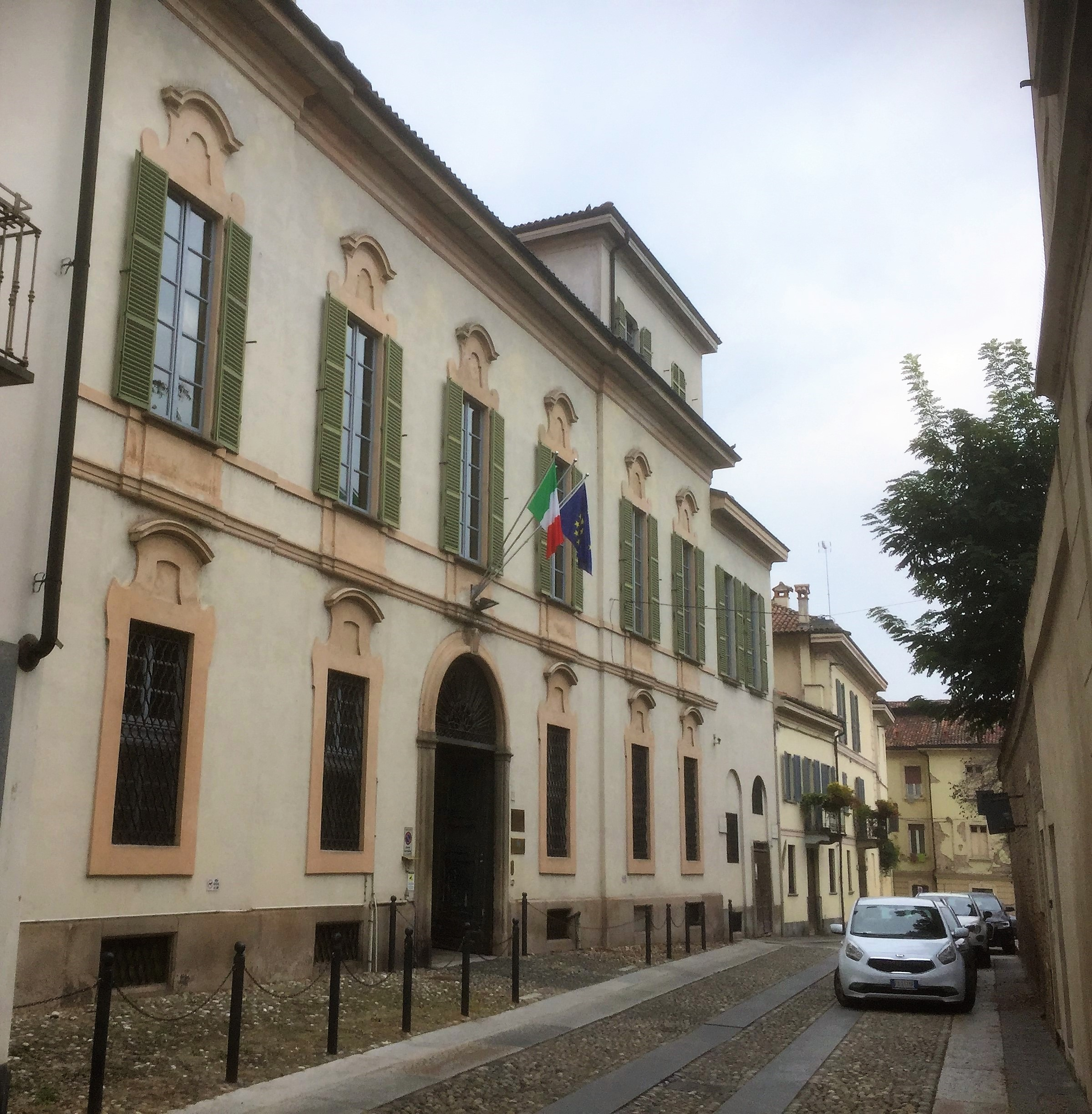
Palazzo Bellisomi Vistarino, Pavia

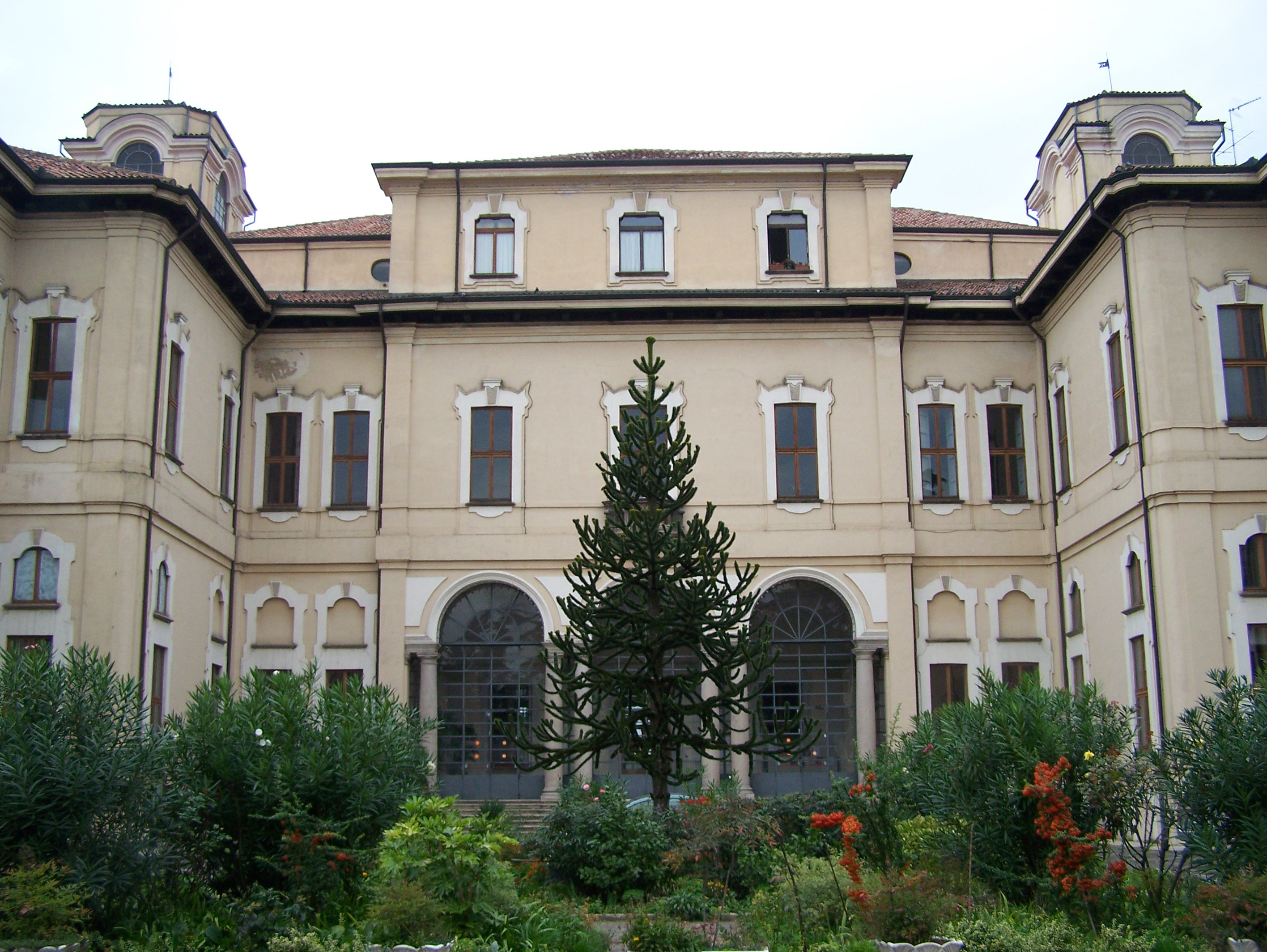
Palazzo Brentano, Corbetta

A Corbetta in particolare, per il progetto del grandioso Palazzo Brentano, il Croce ripropose gli schemi che erano già stati di Giovanni Ruggeri nella Villa Alari-Visconti di Cernusco sul Naviglio, essendo stato proprio il Ruggeri, allievo di Carlo Fontana famoso per essere stato il primo milanese a qualificarsi come architetto civile, in tempi di trionfante architettura religiosa.

Villa Clerici, Milano

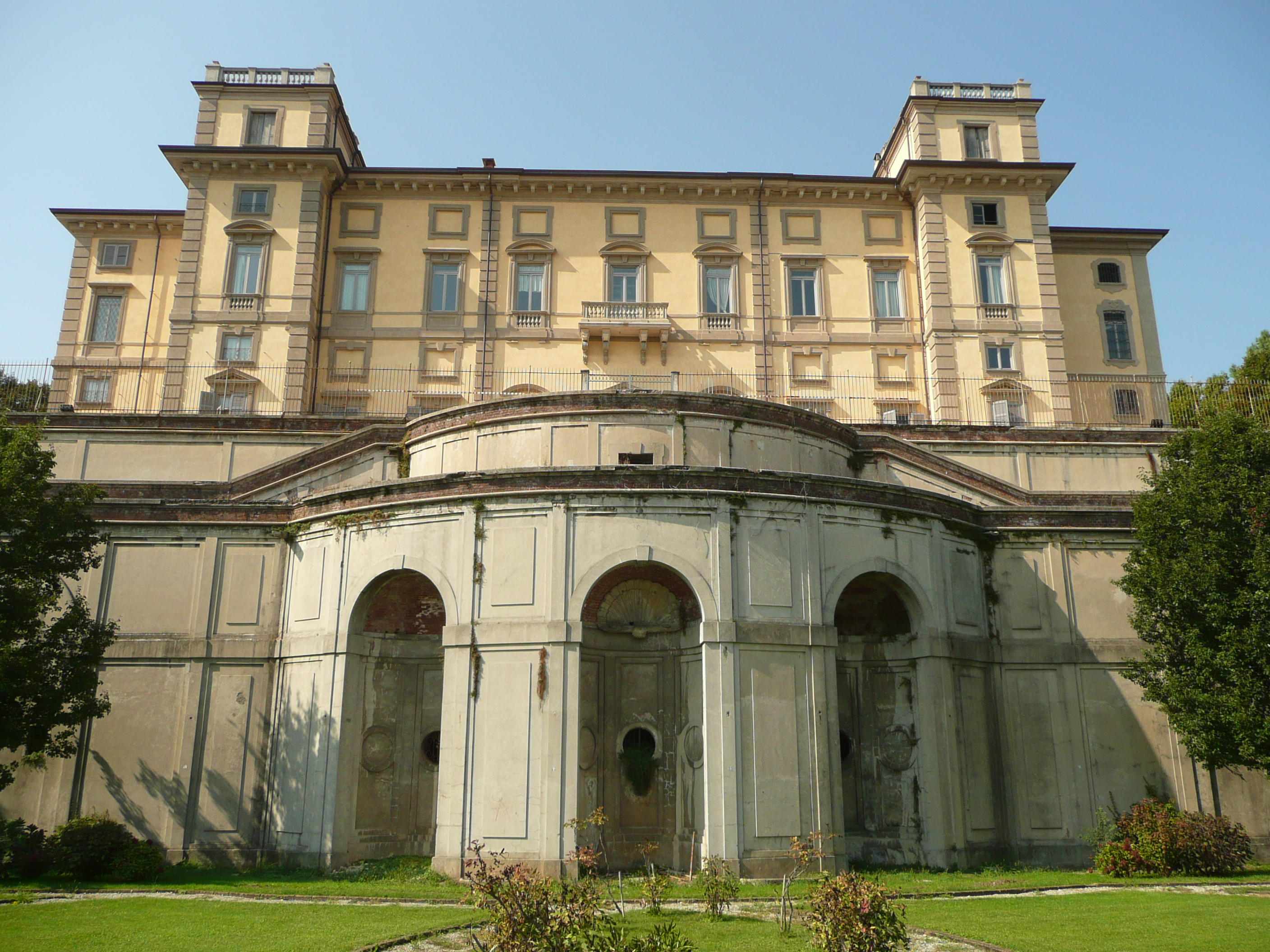
Villa Pusterla-Crivelli-Arconati, Mombello

Sempre a Corbetta, il Croce progettò nel 1730 l'attuale Villa Massari e tra le ville di maggior rilievo si possono citare a Milano Villa Clerici (1722 - 1733) nel borgo di Niguarda, Villa Pertusati (ante 1747)
a Comazzo e Villa Pusterla-Crivelli-Arconati (1754) a Mombello (Limbiate).

### Il Rinnovo del Palazzo della Ragione

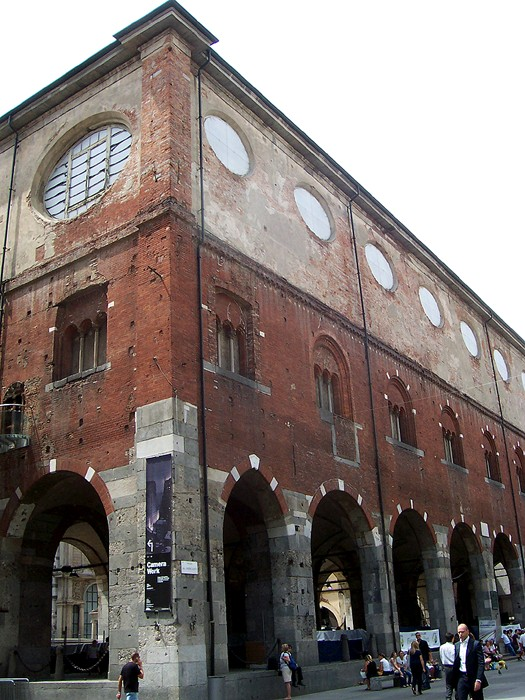
La sopraelevazione del Palazzo della Ragione a Milano.

Altro importante intervento del Croce a Milano, da lui effettuato nel 1773, in tarda età e poco prima della morte, fu l'innalzamento del Palazzo della Ragione in piazza dei Mercanti, per adibirlo ad Archivio Notarile.
Il suo intervento fu principalmente orientato al rifacimento del pavimento del salone, sostituendo il solaio del portico con le attuali volte in muratura, e il rialzo con le aperture ad occhio rotondo che sovrastano le bifore medioevali.
All'interno del salone una serie di pilastri progettati da lui proseguono quelli del piano terra e reggono le volte.